# Tometes trilobatus
Tometes trilobatus är en fiskart som beskrevs av Valenciennes, 1850. Tometes trilobatus ingår i släktet Tometes och familjen Characidae. Inga underarter finns listade i Catalogue of Life.